# Candor (Marte)
Candor  è una caratteristica di albedo della superficie di Marte.